# Господи, прости нас грішних
«Господи, прости нас грішних» — фільм Артура Войтецького за мотивами повісті російського письменника Антона Чехова «В яру», знятий 1992 року в Україні. Екранізація твору виконано у формі притчі, що розповідає про те, що несправедливо нажите добро не приносить щастя.

## Сюжет
Дія фільму відбувається в російському селі кінця XIX століття. У центрі сюжету — знатний сільський міщанин Григорій Петрович Цибукін, який славиться своїм багатством, а також скупістю. Усе його життя зводиться до примноження свого капіталу, проте гроші не приносять щастя його родині, а лише стають проблемою.
Перша сцена фільму — вінчання Анісіма, сина Григорія Петровича, та простолюдинки Липи. Незабаром після весілля молодий чоловік їде на роботу до міста, де виявляється, що роздаровані ним після весілля монети фальшиві. Після арешту, попри неодноразові прохання сім'ї, Анісіма відправляють до Сибіру на каторгу. Відчуваючи свою провину перед сином, Григорій вирішує переписати більшу частину своєї спадщини на новонародженого сина Липи та Анісіма. Аксинья, яка дізналася про це, розлютилася й обливає немовля окропом, після чого воно помирає. Після перенесеного горя Липа переїжджає з дому Цибукіних до матері, а Аксинья стає головною у напівзруйнованій родині. Вона починає займатися прибутковою справою, виганяє старого з дружиною з дому. Після того, що сталося, старий зовсім втратив сенс життя — він сидить голодний біля церкви цілими днями. Побачивши одного разу на вулиці свого свекра, Липа зрозуміла, що той голодний і простягнула йому хліб.

## У головних ролях
| Актор           | Роль                           |
| --------------- | ------------------------------ |
| Богдан Ступка   | Григорій Петрович Цибукін      |
| Ольга Гобзева   | Варвара (дружина Григорія)     |
| Валентин Троцюк | Анісіма (старший син Григорія) |
| Остап Ступка    | Степан (молодший син Григорія) |
| Наталія Бойко   | Липа (дружина Анісіма)         |
| Любов Богдан    | Аксінья (дружина Степана)      |

Актриса Ольга Гобзєва, яка зіграла дружину Григорія Цибукіна, востаннє знялася в кіно саме в «Господи, пробач нас, грішних» — 1993 року вона прийняла чернечий постриг. Фільм став останньою роботою для режисера Артура Войтецького, який помер у травні 1993 року. Фільм було знято у селах Вінницької області України.

## Знімальна група
- Режисер — Артур Войтецький
- Сценаристи — Артур Войтецький, Антон Чехов
- Оператор — Вячеслав Родниченко
- Композитор — Володимир Гронський, Константін Скопцов
- Художник — Володимир Веселка